# Dilan Ortiz
Dilan Andrés Ortiz Aragón (* 15. März 2000 in Popayán) ist ein kolumbianischer Fußballspieler.

## Karriere

### Verein
Ortiz begann seine Karriere bei Atlético Nacional. Im Juli 2018 wurde er an den Zweitligisten Real Cartagena verliehen. Für Cartagena kam er bis Saisonende zu 14 Einsätzen in der Categoría Primera B, in der er zweimal traf. Nach einem weiteren Einsatz zu Beginn der Saison 2019 kehrte er im Sommer 2019 zu Atlético Nacional zurück. Dort kam er aber nie für die Profis zum Einsatz.
Im Februar 2020 wurde Ortiz ein zweites Mal verliehen, diesmal nach Serbien an den FK Čukarički. Bis zum Ende der Spielzeit 2019/20 kam er zu sechs Einsätzen in der SuperLiga. Im August 2020 wurde er innerhalb Serbiens an den FK Mačva Šabac weiterverliehen. Für Mačva spielte er 28 Mal im Oberhaus und erzielte sieben Tore, der Klub stieg zu Saisonende aber aus der SuperLiga ab.
Zur Saison 2021/22 wechselte Ortiz fest nach Serbien und schloss sich dem FK Proleter Novi Sad an. Für Proleter kam er bis Saisonende zu 20 Einsätzen. Im Januar 2022 wurde der Angreifer nach Russland an den FK Ufa verliehen. Für Ufa kam er bis zum Ende der Leihe zu elf Einsätzen in der Premjer-Liga, mit Ufa stieg er aber aus dieser ab. Dennoch wurde Ortiz im Juni 2022 von den Russen fest verpflichtet.

### Nationalmannschaft
Ortiz nahm 2019 mit der kolumbianischen U-20-Auswahl an der Südamerikameisterschaft teil. Mit Kolumbien wurde er Vierter, er kam während des Turniers in drei Partien zum Einsatz.